# Baruntse

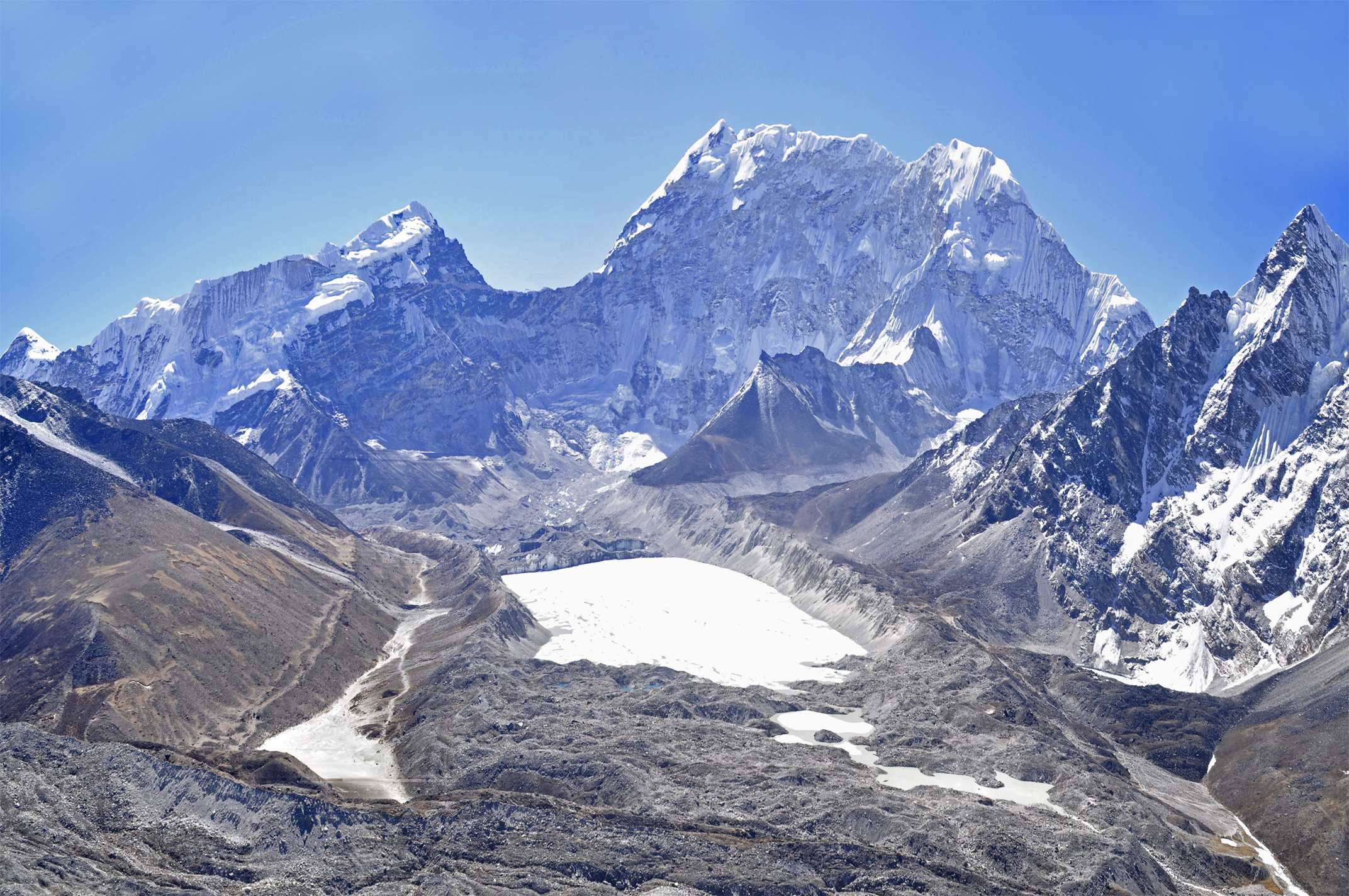
Baruntse västerifrån, från Imja-dalen.

Baruntse är ett berg i Makalu Baruns nationalpark i Nepal. Toppen ligger på 7 162 meter över havet och ingår i den del av Himalaya som kallas Mahalangur Himal.

## Beskrivning
Baruntse är ett symmetrisk berg, med fyra urskiljbara bergsryggar som omges av glaciärer, i söder av Hunku-glaciären, i öster av Barun-glaciären och i nordväst av Imja-glaciären. Tre av bergsryggerna formar ett Y från Cho Polu (6695 m ö.h.) i norr.
Baruntse ligger i Solukhumbu- och Sankhuwasabha-distrikten. Närmast belägna berg är Amphu, Num Ri, Cho Polu, Hongku Chuli och Island Peak, med stigande avstånd. Berget är avrinningsområde till Ganges och därigenom till Bengaliska viken.
Berget ingår som del i Makalu Baruns nationalpark i det skyddade Sacred Himalayan Landscape, som huvudsakligen ligger i Nepal, men också sträcker sig in i Sikkim och Darjeeling i Indien.

## Klättringshistorik
En nyzeeländsk expedition var först att bestiga Baruntse. Det skedde under utforskande av området söder och öster om Mount Everest. Nitton bergstoppar på mer än 6000 m ö.h. besteg, varav Baruntse och Pethangtse var de högsta. Expeditionen leddes av Edmund Hillary och bestod av Charles Evans, George Lowe, ytterligare sex nyzeeländska klättrare Bill Beaver, Norman Hardie, Jim McFarlane, Colin Todd, Geoff Harrow, och Brian Wilkins och en läkare från England, Michael Ball.
Baruntse innebar en svår isklättring, som kröntes med framgång den 30 maj 1954 när Todd och Harrow nådde toppen. Dagen efter, den 1 juni, nådde även Beaver och Lowe toppen.
2010 omkom Chhewang Nima, som bestigit Mount Everest19 gånger, under en expedition på Baruntse. Nima drogs med i ett snöskred på ungefär 7000 meters höjd.
Berget bestigs vanligtvis från söder, sedan klättrarna acklimatiserat sig med att bestiga Mera Peak och därefter ta sig till baslägret för Baruntse. Den s.k. sydöstra rutten är välutforskad, men isig och svårklättrad, och med överhängande lavinrisk. Berget klättras därför ofta på våren, i april och maj, även om framgångsrika klättringar också gjorts på hösten.